# Танака Масамі
Танака Масамі (5 січня 1979) — японська плавчиня.
Призерка Олімпійських Ігор 2000 року, учасниця 1996, 2004 років.
Призерка Чемпіонату світу з водних видів спорту 1998 року.
Чемпіонка світу з плавання на короткій воді 1999 року.
Призерка Пантихоокеанського чемпіонату з плавання 1995, 1997, 1999 років.
Переможниця Азійських ігор 1998 року, призерка 1994 року.
Переможниця літньої Універсіади 1997 року.